# Frontière entre les États-Unis et la Nouvelle-Zélande
La frontière entre les États-Unis et la Nouvelle-Zélande est intégralement maritime dans l'océan Pacifique et séparent les Samoa américaines de trois territoires de la Nouvelle-Zélande : Îles Cook , Niue et Tokelau

## Frontières Tokelau/Samoa américaines
Le traité est composé de 8 points
- Point 1 : 10° 01′ 26″ S, 168° 31′ 25″ O.
- Point 2 : 10° 07′ 52″ S, 169° 46′ 50″ O.
- Point 3 : 10° 10′ 18″ S, 170° 16′ 10″ O.
- Point 4 : 10° 15′ 17″ S, 171° 15′ 32″ O.
- Point 5 : 10° 17′ 50″ S, 171° 50′ 58″ O.
- Point 6 : 10° 25′ 26″ S, 172° 11′ 01″ O.
- Point 7 : 10° 46′ 15″ S, 173° 03′ 53″ O.
- Point 8 : 11° 02′ 17″ S, 173° 44′ 48″ O.

## Frontières Îles Cook/Samoa américaines
Le traité est composé de 25 points
- Point 1 : 17° 33′ 28″ S, 166° 38′ 35″ O.
- Point 2 : 16° 45′ 30″ S, 166° 01′ 39″ O.
- Point 3 : 16° 23′ 29″ S, 165° 45′ 11″ O.
- Point 4 : 16° 18′ 30″ S, 165° 41′ 29″ O.
- Point 5 : 16° 08′ 42″ S, 165° 34′ 12″ O.
- Point 6 : 15° 44′ 58″ S, 165° 16′ 36″ O.
- Point 7 : 15° 38′ 47″ S, 165° 12′ 03″ O.
- Point 8 : 15° 14′ 04″ S, 165° 18′ 29″ O.
- Point 9 : 15° 00′ 09″ S, 165° 22′ 07″ O.
- Point 10 : 14° 03′ 30″ S, 165° 37′ 20″ O.
- Point 11 : 13° 44′ 56″ S, 165° 58′ 44″ O.
- Point 12 : 13° 35′ 44″ S, 166° 09′ 19″ O.
- Point 13 : 13° 21′ 25″ S, 166° 25′ 42″ O.
- Point 14 : 13° 14′ 03″ S, 166° 34′ 03″ O.
- Point 15 : 13° 11′ 25″ S, 166° 37′ 02″ O.
- Point 16 : 12° 57′ 51″ S, 166° 52′ 21″ O.
- Point 17 : 12° 41′ 22″ S, 167° 11′ 01″ O.
- Point 18 : 12° 28′ 40″ S, 167° 25′ 20″ O.
- Point 19 : 12° 01′ 55″ S, 168° 10′ 24″ O.
- Point 20 : 11° 43′ 53″ S, 168° 27′ 58″ O.
- Point 21 : 11° 02′ 40″ S, 168° 29′ 21″ O.
- Point 22 : 10° 52′ 31″ S, 168° 29′ 42″ O.
- Point 23 : 10° 12′ 49″ S, 168° 31′ 02″ O.
- Point 24 : 10° 12′ 44″ S, 168° 31′ 02″ O.
- Point 25 : 10° 01′ 26″ S, 168° 31′ 25″ O.

## Frontières Niue/Samoa américaines
Le traité est composé de 19 points
- Point 1 : 17° 33′ 18″ S, 166° 38′ 31″ O.
- Point 2 : 17° 32′ 55″ S, 166° 39′ 38″ O.
- Point 3 : 17° 23′ 55″ S, 167° 06′ 38″ O.
- Point 4 : 17° 10′ 49″ S, 167° 45′ 27″ O.
- Point 5 : 17° 04′ 39″ S, 168° 03′ 34″ O.
- Point 6 : 17° 01′ 07″ S, 168° 13′ 55″ O.
- Point 7 : 16° 47′ 47″ S, 168° 52′ 31″ O.
- Point 8 : 16° 39′ 00″ S, 169° 17′ 32″ O.
- Point 9 : 16° 38′ 12″ S, 169° 19′ 47″ O.
- Point 10 : 16° 38′ 01″ S, 169° 22′ 25″ O.
- Point 11 : 16° 37′ 04″ S, 169° 36′ 12″ O.
- Point 12 : 16° 35′ 39″ S, 169° 55′ 57″ O.
- Point 13 : 16° 36′ 16″ S, 169° 59′ 13″ O.
- Point 14 : 16° 37′ 23″ S, 170° 05′ 15″ O.
- Point 15 : 16° 41′ 39″ S, 170° 28′ 26″ O.
- Point 16 : 16° 43′ 16″ S, 170° 37′ 28″ O.
- Point 17 : 16° 43′ 49″ S, 170° 40′ 35″ O.
- Point 18 : 16° 49′ 33″ S, 171° 13′ 23″ O.
- Point 19 : 16° 50′ 25″ S, 171° 18′ 19″ O.